# Heddurga, Alur
Heddurga là một làng thuộc tehsil Alur, huyện Hassan, bang Karnataka, Ấn Độ.